# Gare de Tricot
La gare de Tricot est une gare ferroviaire française de la ligne d'Ormoy-Villers à Boves, située sur la commune de Tricot dans le département de l'Oise, en région Hauts-de-France. 
C'est une halte ferroviaire de la Société nationale des chemins de fer français (SNCF) desservie par des trains TER Hauts-de-France.

## Situation ferroviaire

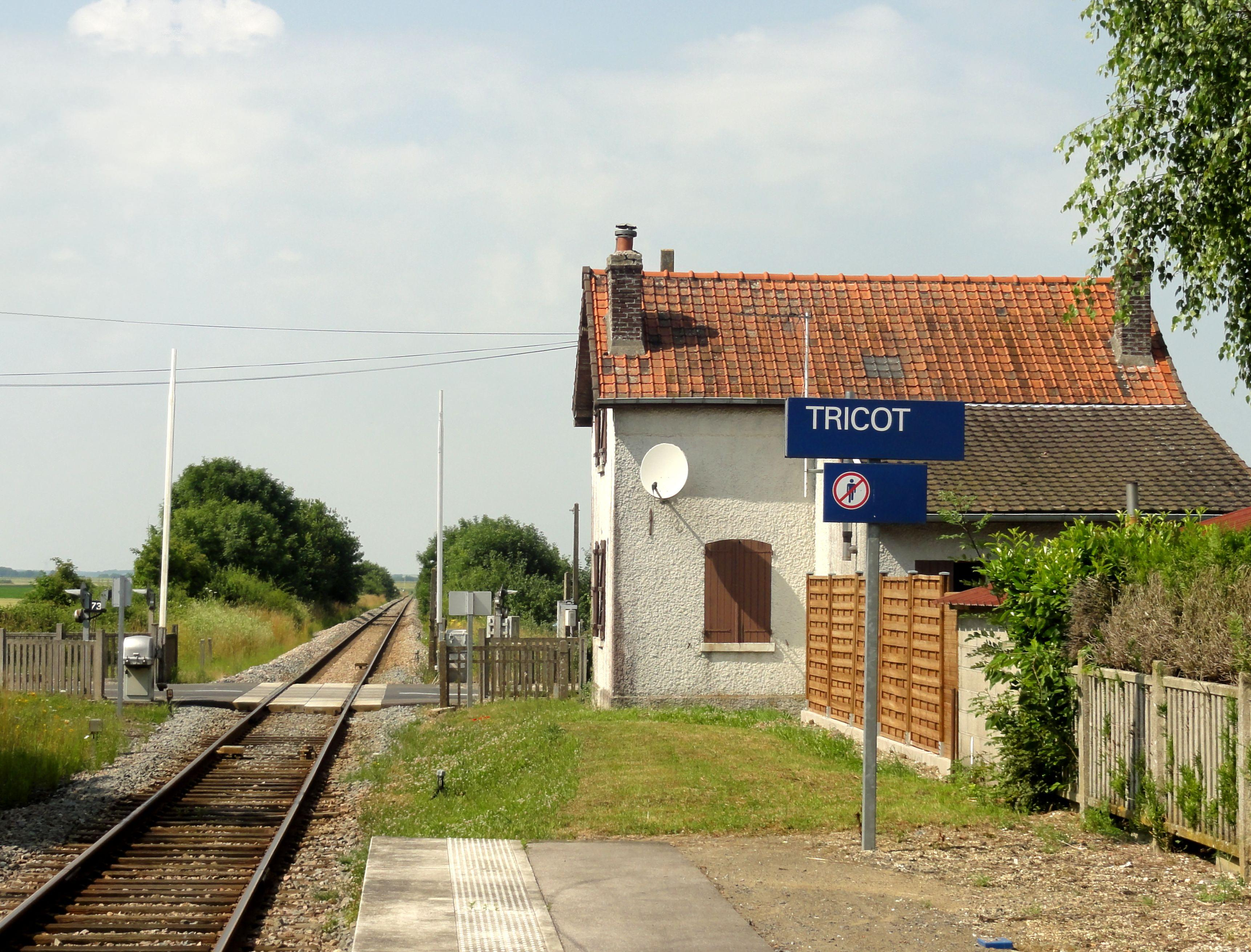
Passage à niveau à l'extrémité du quai.

Établie à 101 m d'altitude, la gare de Tricot est située au point kilométrique (PK) 105,293 de la ligne d'Ormoy-Villers à Boves, entre les gares ouvertes de Wacquemoulin et de Montdidier.

## Histoire
La gare a accueilli des canons de l'artillerie lourde sur voie ferrée (ALVF) française en 1916, sans doute dans le cadre de la bataille de la Somme,,.
Autrefois à double voie, la ligne qui la traverse a été remise à voie unique dans les années 1980.
Grande ligne de fret (charbon notamment) qui servait à relier les bassins miniers du nord à la région parisienne via Montdidier, Estrées-Saint-Denis, Longueil-Sainte-Marie, cette ligne est aujourd'hui déclassée de Longueil-Sainte-Marie à Estrées-Saint-Denis. La gare de Tricot est désormais desservie par la relation TER Amiens - Compiègne.
À proximité de la gare, un faisceau de garage, aujourd'hui déposé, et un embranchement  désaffecté rappellent le passé industriel de Tricot (textile et sucre).
L'embranchement vers la sucrerie a servi jusqu'aux années 1960 pour acheminer les betteraves ; cette activité est aujourd'hui assurée par camion.
Au cours des années 1990 et lors d'un chantier d'été en 2003, le quai encore en service a été mis aux normes nécessaires aux nouveaux matériels TER afin d'assurer le passage des trains sans arrêt à 140 km/h et l'embarquement/débarquement à niveau pour les personnes à mobilité réduite et celui des cyclistes, notamment.

## Service des voyageurs

### Accueil

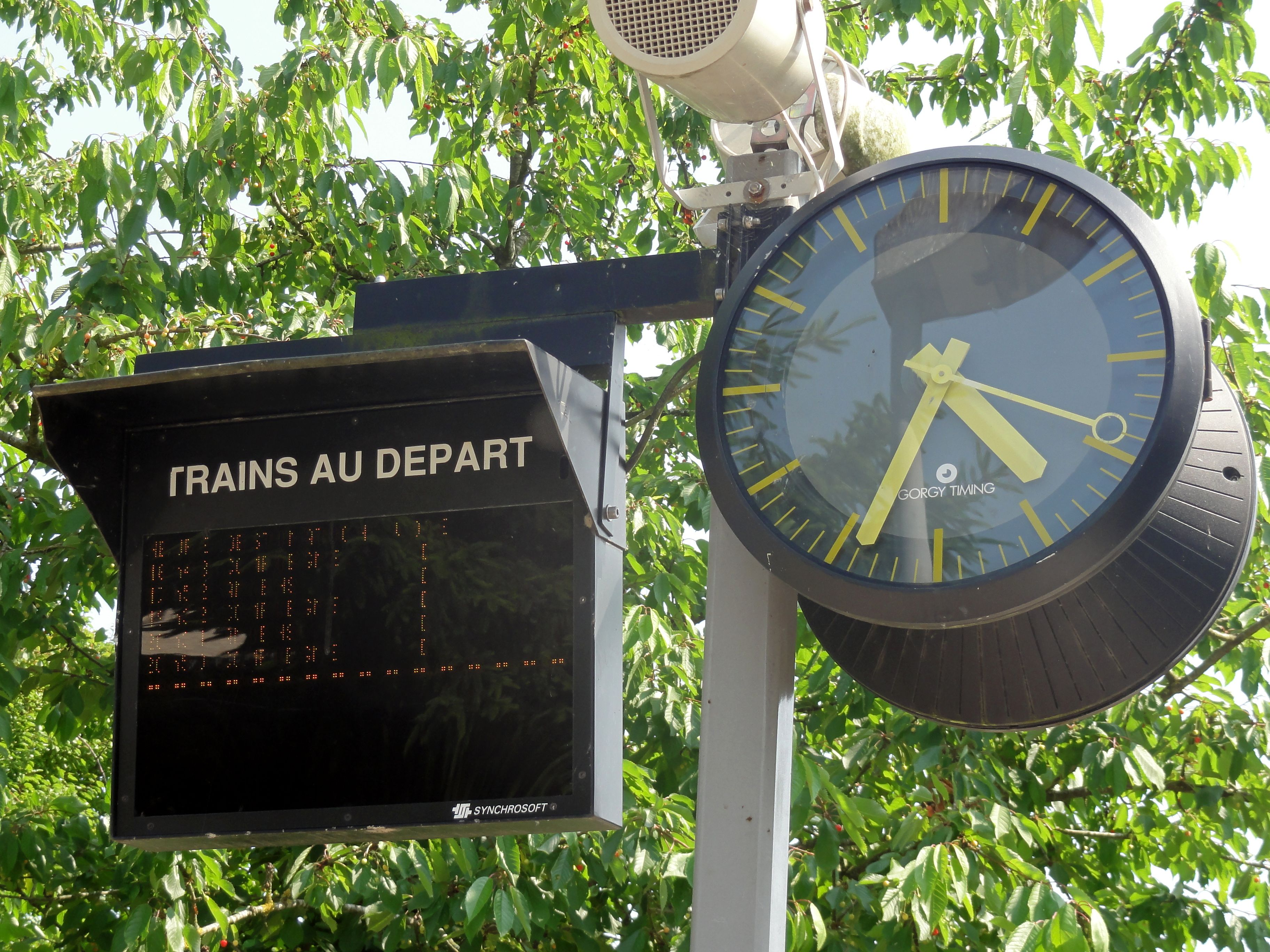

Halte SNCF, c'est un point d'arrêt non géré (PANG) à entrée libre.

### Desserte
Tricot est desservie par des trains TER Hauts-de-France qui effectuent des missions entre les gares Amiens et de Compiègne. En 2009, la fréquentation de la gare était de 284 voyageurs par jour.

### Intermodalité
Le stationnement des véhicules est possible à proximité de l'entrée de la halte SNCF. La gare est desservie par la ligne 6328 du réseau interurbain de l'Oise.